# ケムズリー子爵
ケムズリー子爵（英: Viscount Kemsley）は、イギリスの子爵、貴族。連合王国貴族爵位。新聞『サンデー・タイムズ』などに影響力のあった実業家ゴーマー・ベリーが1945年に叙位されたことに始まる。

## 歴史
実業家ゴーマー・ベリー(1883-1968)は、のちに『サンデー・タイムズ』や『デイリースケッチ』などに影響力を及ぼした人物である。ゴーマーの兄に初代キャムローズ子爵ウィリアム・ベリーがいる。
ベリー兄弟率いる新聞紙面の論調としては、ポピュリズムに走りがちなビーヴァーブルック男爵（『デイリー・エクスプレス』）、ロザミア子爵（『デイリー・メール』）の各新聞と違い、一貫して政府を支持し、保守本流を支えるスタンスだった。そのため保守党のスタンリー・ボールドウィン首相と親しく、まず兄の方が1929年にキャムローズ男爵に叙されている。ゴーマーの方も爵位面での上昇があり、1928年に連合王国準男爵位の（バッキンガム州ドロップモアの）準男爵（Baronet, of Dropmore, in the County of Buckinghamshire）に叙されている。続いて1936年、連合王国貴族としてバッキンガム州ファーナム・ロイヤルのケムズリー男爵（Baron Kemsley, of Farnham Royal in the County of Buckingham）に陛爵した。なお、叙爵の手続き中に国王代替わりがあったため、爵位の発令がジョージ5世、授与がエドワード8世という珍しい形となった。さらに1945年、バッキンガム州ドロップモアのケムズリー子爵（Viscount Kemsley, of Dropmore in the County of Buckingham）に昇叙している。彼ののちは、その息子のジョフリーが爵位を相続した。
2代子爵ジョフリー(1909-1999)は一族の新聞事業を継承して活動したほか、バッキンガム選挙区選出の庶民院議員を務めた。
その息子である3代子爵リチャード(1951-)がケムズリー子爵家現当主である。

## 現当主の保有爵位/準男爵位
現当主である第3代ケムズリー子爵リチャード・ベリーは、以下の爵位を有する。
- 第3代バッキンガム州ドロップモアのケムズリー子爵（3rd Viscount Kemsley, of Dropmore in the County of Buckingham）
(1945年9月12日の勅許状による連合王国貴族爵位)
- 第3代バッキンガム州ファーナム・ロイヤルのケムズリー男爵（3rd Baron Kemsley, of Farnham Royal in the County of Buckingham）
(1936年2月3日の勅許状による連合王国貴族爵位)
- 第3代（バッキンガム州ドロップモアの）準男爵（3rd Baronet, of Dropmore, in the County of Buckinghamshire）
(1928年1月25日の勅許状による連合王国準男爵位)

## ケムズリー子爵（1945年）
- 初代ケムズリー子爵ジェイムズ・ゴーマー・ベリー（英語版） (1883–1968)
- 第2代ケムズリー子爵ジョフリー・ライオネル・ベリー（英語版） (1909–1999)
- 第3代ケムズリー子爵リチャード・ゴーマー・ベリー（英語版） (1951 - )

爵位の法定推定相続人は、現当主の息子であるルーク・ゴーマー・ベリー(1998-)閣下。

## 系図
- 初代ケムズリー子爵ジェイムズ・ゴーマー・ベリー（英語版） (1883–1968)[7]
  -  第2代ケムズリー子爵ジョフリー・ライオネル・ベリー（英語版） (1909–1999)
  - デニス・ゴーマー・ベリー (1911–1983)
    -  第3代ケムズリー子爵リチャード・ゴーマー・ベリー（英語版） (1951 - )
      - (1) ルーク・ゴーマー・ベリー閣下  (1998 - )
      - (2) ジェイク・エドワード・ベリー閣下  (1999 - )

  - サー・アンソニー・ジョージ・ベリー閣下 (1925–1984)
    - (3) エドワード・アンソニー・モリーズ・ベリー (1960 - )
      - (4) ウィリアム・アンソニー・エドワード・ベリー (1993 - )

    - (5) ジェラルド・レイモンド・ゴーマー・ベリー (1967 - )